# باشگاه فوتبال دبنهام ال‌سی
باشگاه فوتبال دبنهام ال‌سی (به انگلیسی: Debenham Leisure Centre Football Club) یک باشگاه فوتبال در شهر دبنهام، کشور انگلستان است که در سال ۱۹۹۱ میلادی تأسیس شده‌است.